# 松延弥三郎

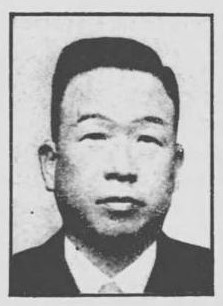
松延弥三郎

松延 弥三郎（まつのぶ やさぶろう、1893年3月19日 - 1956年11月6日）は、日本の政治家。衆議院議員（1期）。

## 経歴
福岡県出身。1918年東京帝国大学政治科卒。三井物産(株)に入り、東京市主事となる。その後帰郷し、松延製粉(株)取締役、福岡県議、同参事会員、鉄道大臣官房事務嘱託、福岡バス(株)代表取締役、福島町(現・八女市)外十二町村土木組合長、県藁工品卸商業組合理事長、八女郡翼賛壮年団長となる。
1942年の第21回衆議院議員総選挙では福岡3区(当時)から翼賛政治体制協議会の推薦を受けて当選する。戦後は日本進歩党に入ったが、推薦議員のため公職追放となった。1951年追放解除。1956年死去。